# Олексій Петрович
Олексі́й Петро́вич (рос. Алексей Петрович; 18 (28) лютого 1690 — 28 червня (7 липня) 1718) — царевич, спадкоємець російського престолу. Старший син Петра I і його першої дружини Євдокії Лопухіної. Батько Петра II. Страчений за наказом батька.

## Біографія

### Дитинство і юність
Царевич і офіційний спадкоємець престолу, найстарший син Петра Олексійовича і його дружини Євдокії Олексій Петрович народився 18 (28 лютого) 1690 року в селі Преображенському — підмосковній резиденції царя. Через п'ять днів після народження хрещений Олексієм на честь святого Олексія. Хресні батьки — патріарх Іоаким і царівна Тетяна Михайлівна (тітка його батька).
Олексій Петрович виростав у атмосфері загальної недовіри. Його матір Євдокію Лопухіну відібрали від сина, коли Олексію було 4 роки, а через 4 роки зіслали в монастир. Бояри налаштовували царевича проти батька, а батько не любив сина від ненависної дружини. Мачуха Катерина взагалі не звертала уваги на Олексія. Це все згодом відбилося на їхніх стосунках.
1711 року Олексій Петрович одружився з принцесою Шарлоттою-Софією. Він не любив свою нову дружину, але був змушений терпіти: її для нього вибрав батько. Подружжя мало двох дітей — Наталію (1714–1728) і Петра (1715–1730), який згодом став імператором. Невдовзі після народженні сина Шарлотта-Софія померла, а Олексій Петрович знайшов коханку, Єфросинію Федорову.

### Втеча з Московії

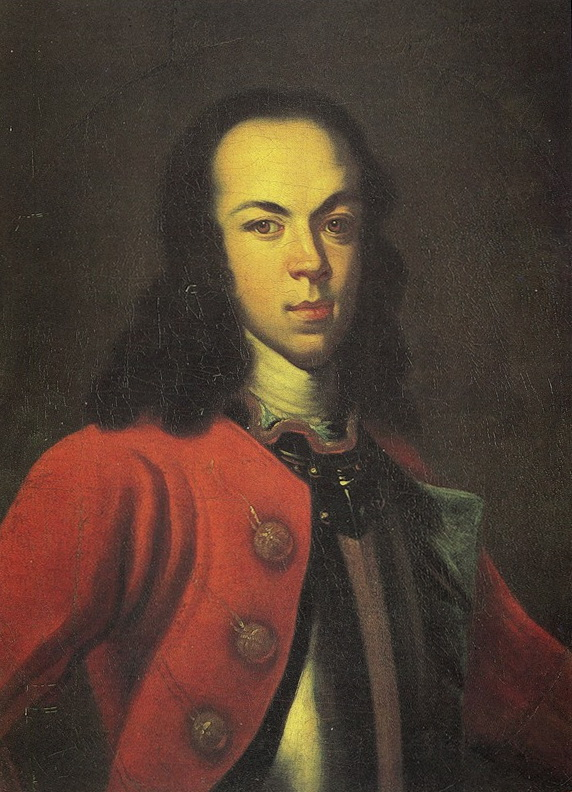
Портрет Олексія Петровича

Не бажаючи конфліктів з батьком, Олексій написав листа, в якому відмовився від права на успадкування російського престолу за себе і за сина. Проте Петро I не повірив синові і забажав, щоб той або змінив наміри й став гідним спадкоємцем, або постригся в монахи. Петро поїхав в Європу, давши синові півроку на роздуми. У серпні 1716 року батько прислав Олексієві лист, у якому зажадав або негайно їхати до нього, або стати монахом. Це так стривожило царевича, що він вирішив тікати від гніву батька. 26 вересня Олексій Петрович покинув Росію під приводом візиту до Петра I. Але насправді він за допомогою начальника Санкт-Петербурзького адміралтейства Олександра Кікіна утік до Відня. Там царевич попросив притулку в імператора Карла. Той не хотів погіршувати стосунки з Московським царством, але вирішив використати Олексія Петровича як маріонетку в дипломатичних іграх.
Петро, не бажаючи втрачати контроль над сином, вирішив повернути його. Використовуючи погрози (оголосити зрадником) і обіцянки (пробачити всі «гріхи»), монарх намагався переконати сина повернутися. З листа Петра Олексійовича Олексію Петровичу:

| Якщо ж побоїшся мене, то я тебе обнадіюю і обіцяю Богом й судом його, що ніякого покарання тобі не буде, але кращу любов покажу тобі, якщо волі моєї дотримаєшся і повернешся. Якщо ж цього не вчиниш, то … як государ твій, за зрадника оголошую і не залишу всіх способів тобі, як зраднику і лайливцю батька, вчинити. Оригінальний текст (рос.) «Буде же побоишься меня, то я тебя обнадёживаю и обещаюсь Богом и судом его, что никакого наказания тебе не будет, но лучшую любовь покажу тебе, ежели воли моей послушаешь и возвратишься. Буде же сего не учинишь, то, … яко государь твой, за изменника объявляю и не оставлю всех способов тебе, яко изменнику и ругателю отцову, учинить» |
Зрештою, з допомогою дипломата Петра Толстого Петро I добився мети.

### Повернення
У лютому 1718 року Олексій Петрович повернувся на батьківщину. Його позбавили права на престол і змусили ще раз відректися від нього. Було оголошено, що батько пробачив сина, але насправді справа ще тривала. Петро наказав провести розслідування у справі Олексія. У його ході останній дав багато свідчень, які кидали тінь на численне Олексієве оточення. Багатьох поплічників Олексія Петровича стратили, а в червні 1718 його самого ув'язнили в Петропавлівській фортеці.

### Страта

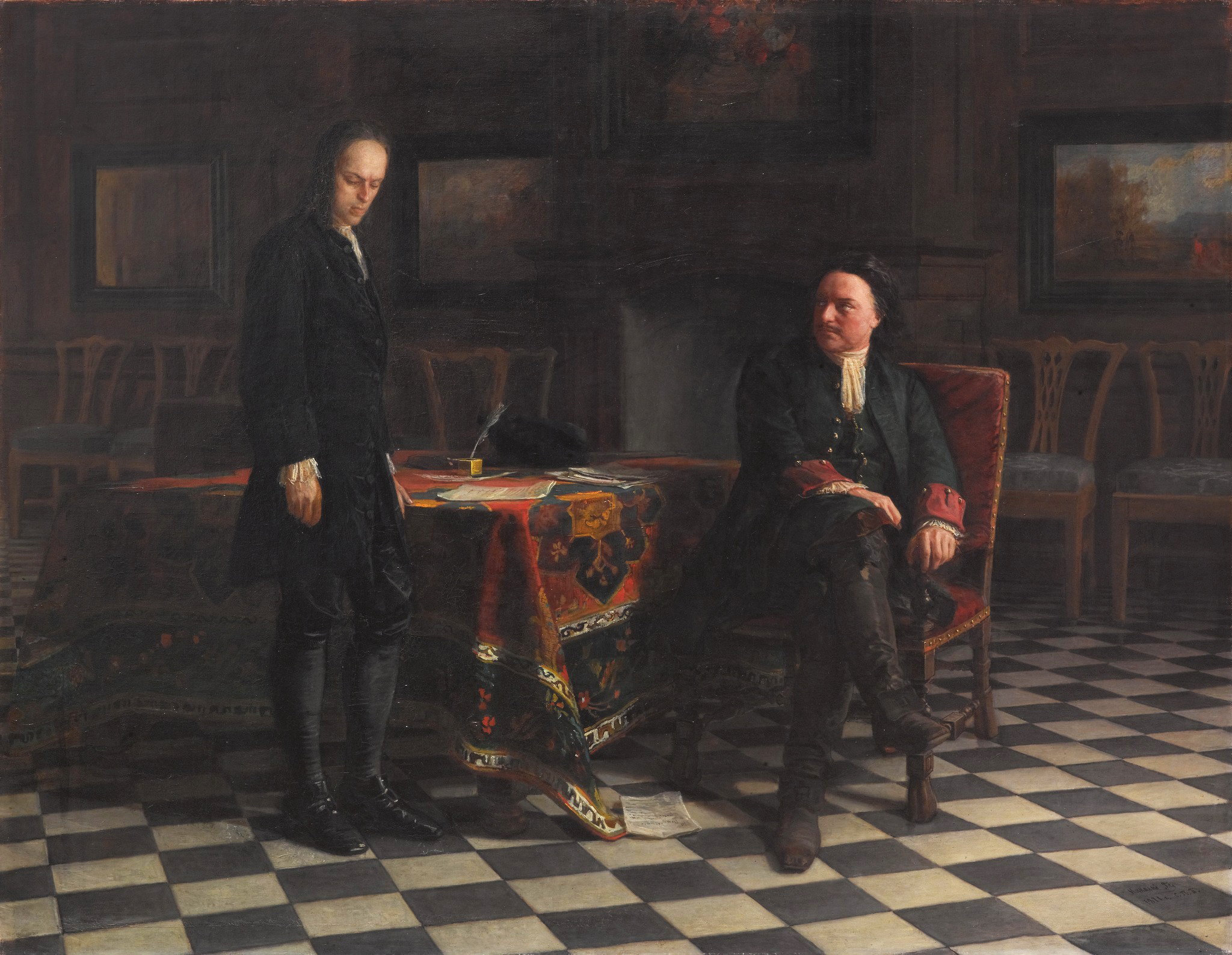
«Петро І допитує царевича Олексія в Петергофі». Микола Ґе, 1871

Олексій Петрович визнав себе винним у підготовці змови проти батька з метою заволодіти російським престолом, підняти по всій країні повстання і скасувати батькові реформи. Деякі історики ставлять під сумнів правдивість цих свідчень, висуваючи гіпотезу, що Олексій Петрович неодноразово піддавався катуванням, а також не був повністю психічно здоровим.  Колишній спадкоємець престолу був засуджений до страти.
7 липня (26 червня) 1718 він помер. За офіційною версією, яку опублікував Петро I, Олексій Петрович, почувши вирок, вжахнувся, попросив пробачення у батька і, повністю покаявшись, по-християнськи помер. За різними неофіційними версіями, він загинув під час катувань батьком, деякі історики припускають таємну смерть від задушення, а деякі загибель від душевних хвилювань.

## У мистецтві
Непроста особистість і таємнича страта царевича були гарним сюжетом для митців наступних століть. До теми Олексія Петровича зверталися Вольтер, Пушкін, багато письменників, публіцистів та істориків. У 1871 році Микола Ґе написав відому картину «Петро І допитує царевича Олексія в Петергофі»
Також було знято декілька художніх фільмів, зокрема фільм Віталія Мельникова «Царевич Олексій».